# Neopanorpa parva
Neopanorpa parva är en näbbsländeart som beskrevs av Carpenter 1945. Neopanorpa parva ingår i släktet Neopanorpa och familjen skorpionsländor. Inga underarter finns listade i Catalogue of Life.